# Массовые беспорядки в Кордайском районе
Массовые беспорядки в Кордайском районе — конфликт между казахским большинством и дунганским меньшинством, компактно расселённым в Кордайском районе Жамбылской области Казахстана, произошедший в феврале 2020 года.

## Предыстория
Сортобе и Масанчи являются своеобразными «столицами» среднеазиатских, в том числе казахстанских, дунган. В Доме культуры села Масанчи располагается музей истории дунганского народа. Ежегодно здесь, а также в селе Сортобе проводился праздник «День дунганского этноса». При поддержке Ассоциации дунган Казахстана (АДК), в селе был открыт памятник Биянху.

## Этнический характер конфликта
Зона конфликта охватила территории Сортобинского, Аухаттинского, Каракемерского, Масанчинского, Карасуского и Карасайского сельских округов Кордайского района.
В беспорядках, погромах и грабежах принимали участие до тысячи человек, в результате конфликта погибли 11 человек, 185 человек обратились за медицинской помощью, свыше 23 тыс. жителей (в основном дунган) бежали на территорию соседней Киргизии, несколько тысяч дунган, из числа оставшихся в Казахстане, укрылись в мечетях, на казахстанских пограничных заставах.
По официальным данным в результате конфликта было сожжено 39 жилых домов, 20 коммерческих объектов и 47 единиц автотранспорта; по предварительным данным материальный ущерб составил 1,7 млрд тенге. Всего пострадало 778 семей местных жителей.
Официальной причиной конфликта изначально был объявлен бытовой конфликт, а затем причиной конфликта была названа борьба двух преступных группировок контрабандистов за передел сфер влияния в этом приграничном районе. С момента начала конфликта официальные казахстанские власти не характеризовали его как межэтнический конфликт между казахским и дунганским этническими общинами, последние компактно проживают в Кордайском районе Жамбылской области; в зоне конфликта сёла Аухатты, Сортобе, Масанчи, Булар Батыр населены дунганами, а сёла Отеген, Кызылсай, Каракемер, Кунбатыс, Байтерек населены казахами.
В заявлении президента Казахстана Токаева от 8 февраля 2020 года события характеризовались как «групповая драка из хулиганских побуждений», которой «попытались воспользоваться провокаторы», однако в том же выступлении президента содержался намёк на наличие неких «призывов к межнациональной розни», так как президентом было дано поручение: «Комитет национальной безопасности, Генеральная прокуратура должны провести необходимые следственные мероприятия и привлечь к ответственности лиц, призывающих к межнациональной розни, распространяющих провокационные слухи и дезинформацию».
Акимом Жамбыльской области Аскаром Мырзахметовым на территории Кордайского района была объявлено о состоянии чрезвычайной ситуации техногенного характера в соответствии с положениями Закона о гражданской защите как «событие техногенного характера», чрезвычайное положение не было введено; новый аким Жамбылской области Бердибек Сапарбаев 11 февраля 2020 года так мотивировал это: «В основном техногенного характера, потому что мы должны восстановить все жилые дома, торговые точки, дороги должны очистить, улицы и так далее. Здесь социального характера нет».
Несколько дней спустя после начала конфликта официальные власти неявно признали наличие казахской и дунганской сторон конфликта: 12 февраля 2020 года в информационном сообщении о встрече президента Казахстана Касым-Жомарта Токаева с заместителем председателя Ассамблеи народа Казахстана Жансеитом Туйменбаевым говорилось о необходимости «обеспечения единства и взаимопонимания между представителями всех этнических групп. В ходе встречи особое внимание было уделено таким вопросам, как взаимодействие дунганской общины Жамбылской области с местным казахским населением»; 14 февраля министр информации и общественного развития Даурен Абаев заявил, что «власть не делит виновных на казахов и дунган — все они граждане Казахстана и несут одинаковую ответственность перед лицом закона».

## Хронология конфликта

### 5 февраля
Конфликт начался в селе Сортобе из-за инцидента с дракой пожилого дунганина Эрсмане Юнху с сыном Маратом Юнху и аксакала Толегена Кудашпаева и 2-х его сыновей. Семья Кудашпаевых из 3-х человек направлялась в больницу, но дорогу им преградила машина дунган, выежавшая со двора на трассу. В результате возникшего на дороге конфликта произошла потасовка, итогом которой стала госпитализация двух членов семьи Кудашпаевых.

### 7 февраля
Далее, 7 февраля 2020 года, примерно в 14:15 в Сортобе, около села Масанчи, патрульными был остановлен легковой автомобиль по причине несоответствия стандарту номера, также выяснились другие административные правонарушения. При попытке проверки документов, водитель попытался скрыться, но был настигнут во дворе своего дома. По неофициальным данным, причиной конфликта стал бытовой конфликт между жителями нескольких сёл. 
В ходе событий в Кордайском районе в феврале 2020 года значительную роль сыграла дезинформация, распространявшаяся через мессенджеры и социальные сети, в частности WhatsApp. В первые дни конфликта в сети начали активно распространяться призывы к насилию против дунганских поселений под предлогом того, что якобы представители дунганской общины грабят и поджигают дома казахов. Эти утверждения впоследствии не подтвердились, однако они стали катализатором эскалации конфликта. Многие сообщения сопровождались лозунгами, апеллирующими к защите казахского населения, что усиливало напряжённость и провоцировало агрессивные действия. В результате этой кампании дезинформации в сёла, населённые дунганами, прибыло от двух до трёх тысяч человек, вооружённых зажигательными смесями, коктейлями Молотова и другим оружием. Были зафиксированы массовые поджоги жилых домов, коммерческих объектов, а также случаи грабежей и насилия. По официальным данным, в результате беспорядков погибло 11 человек дунганской национальности, сотни получили ранения, более 23 тысяч жителей были вынуждены покинуть свои дома и бежать в соседнюю Киргизию.
Также стоит отметить, что правоохранительные органы отреагировали с большим опозданием — по свидетельствам очевидцев, первые силы МВД прибыли на место событий спустя более 13 часов после начала беспорядков, что позволило участникам погромов беспрепятственно действовать в течение длительного времени.
9 февраля появилась информация, что причиной беспорядков является рассылка в социальных сетях и мессенджерах видеоматериала, снятого ещё 5 февраля из-за конфликта между двумя водителями на дороге. Департамент полиции Джамбульской области разослал пресс-релиз с опровержением после того, как в социальных сетях начали распространяться сообщения о том, что в двух сёлах Кордайского района — Сортобе и Масанчи вспыхнул межэтнический конфликт. По неофициальным данным волнение затронуло село Булан Батыр и Аухатты.
В тот же день, вечером в Масанчи произошла массовая драка, первоначальное количество участников составляло около 70 человек, но потом число участников увеличилось до трёхсот человек, когда провокаторы и очевидцы конфликта начали снимать происходящее на видео и призывать граждан к противозаконным действиям через мессенджеры и социальные сети. К месту событий были стянуты дополнительные силы МВД РК. Ранним утром 8 февраля были введены силы Национальной гвардии из Алматы.

### 8 февраля
На следующий день, 8 февраля, с заявлением выступил президент Казахстана, о том, что ситуацией воспользовались провокаторы. Министр информации и общественного развития Даурен Абаев прокомментировав события, заявил что это был бытовой конфликт. Также, о ситуации в двух сёлах с заявлением выступил заместитель генерального прокурора Республики Казахстан Булат Дембаев.
8 февраля 2020 говорилось о восьми погибших. 9 февраля заместитель министра внутренних дел Алексей Калайчиди сообщил, что количество погибших в результате массовых беспорядков в Кордайском районе увеличилось до десяти человек.
По итогу конфликта власти объявили, что 11 человек погибли, 192 получили ранения, в том числе 19 полицейских; 168 домов были повреждены и сожжены, а 122 автомобиля повреждены.
Почти 8000 дунган временно покинули свои деревни. По данным пограничной службы Казахстана, с 7 по 9 февраля границу пересекли 24 000 человек, но эта цифра включает в себя людей, которые вернулись на следующий день, а затем снова уехали, опасаясь возобновления конфликтов. 11 февраля чиновники представили предварительную оценку ущерба, причинённого конфликтом, которая составила 1,7 миллиарда тенге, или примерно 4,5 миллиона долларов. По подозрению в массовых беспорядках в Кордайском районе были арестованы 25 человек..
Дунганская диаспора Казахстана обратилась к дунганской диаспоре в Киргизии с просьбой помочь жителям Масанчи, которые после погромов направились к киргизской границе. Границу пересекли в основном женщины и дети. Пресс-служба министерства здравоохранения Киргизии сообщила, что в приграничном с Казахстаном киргизском городе Токмок за медицинской помощью обратились 17 граждан Казахстана и 1 гражданин Киргизии, получившие травмы во время погромов, 10 из них (все граждане Казахстана) были госпитализированы (8 человек в отделение травматологии Токмокской городской больницы, а 2 человека в отделение микрохирургии глаза Национального госпиталя в Бишкеке).
8 февраля в Алма-Ате был закрыты рынки, где торговали в основном дунгане, «Ялян», «Байсат» и «Алатау» в районе Северного кольца; министр информации и общественного развития Даурен Абаев заявил, что это было сделано для профилактики беспорядков.

## Последствия конфликта

### 9 февраля
Если 8 февраля казахстанские официальные лица опровергали сообщения о массовом бегстве населения Кордайского района в соседнюю Киргизию, то во второй половине 9 февраля было официально признано, что Казахстан покинули 12 тысяч жителей Кордайского района, их призвали скорее вернуться обратно в Казахстан, казахстанскими пограничными властями был установлен упрощённый порядок прохождения пограничного контроля для возвращающихся в Казахстан жителей Кордайского района.
Вечером 9 февраля поступили сообщения о том, что число погибших возросло до 11 человек, один из них не опознан. 9 февраля состоялась встреча правительственной комиссии во главе с заместителем премьер-министра Казахстана Бердибеком Сапарбаевым с жителями сёл Сортобе, Масанчи, Аухатты и Каракемер Кордайского района. Ранее, в ночь с 8 на 9 февраля, с целью проверки обеспечения правопорядка Сапарбаев совершил объезд сёл Сортобе, Масанчи, Каракемер, Карасу. Министерство здравоохранения Киргизии сообщило, что за 8-9 февраля в медицинские учреждения Киргизии обратились за медицинской помощью 34 человека из числа бежавших от погромов; на амбулаторное лечение были направлены 21 человек, помещены в стационар 13 человек. 9 февраля в Киргизию прибыл вице-министр здравоохранения Казахстана Камалжан Надыров, который совместно с заместителем министра здравоохранения Киргизии Мадамином Каратаевым посетили граждан Казахстана, которые находились на стационарном лечении в больницах Чуйской области и города Бишкека; 8 граждан Казахстана на реанимобилях службы санавиации Казахстана были перевезены в медицинские стационары Алма-Аты.

### 10 февраля
10 февраля официальные власти Казахстана в лице вице-премьера Сапарбаева заявили, что в действительности число граждан Казахстана, которые бежали в соседнюю Киргизию составляет 24 тысячи человек, что составляет примерно половину всего дунганского населения Кордайского района. Часть лиц, покинувших место своего жительства из-за опасения за свою жизнь, укрылась под защитой казахстанских пограничников застав «Карасу» и «Сортобе», которые предоставили под размещение 600 женщин, детей и пожилых людей казармы и спортивные залы. В тот же день были произведены массовые отставки: своих должностей лишились аким Жамбылской области и его заместитель, аким Кордайского района, главы полиции Жамбылской области и Кордайского района. Должность акима Жамбылской области занял Бердибек Сапарбаев (до этого дня являвшийся вице-премьером и главой правительственной комиссии, созданной для ликвидации последствий конфликта); глава правительства Казахстана, прибывший в Жамбылскую область для представления нового главы региона, поставил перед ним следующую задачу: «В первую очередь, необходимо уделить особое внимание идеологической работе и укреплению межнационального согласия».

### 11 февраля
Была объявлена предварительная оценка размера материального ущерба в результате конфликта в Кордайском районе составила 1,7 млрд тенге (4,5 млн долларов США при пересчёте по официальному курсу). На совещании в правительстве Казахстана Б. Сапарбаев сообщил о том, что в результате конфликта за медицинской помощью обратились 141 человек, из них 19 — сотрудники полиции; 10 человек погибли. Также было заявлено, что за последние два дня из Киргизии в Казахстан вернулось 8 тыс. человек из числа тех, кто бежал из Кордайского района в соседнюю Киргизию. Было заявлено, что с 10 февраля возобновили свою работу детские сады, школы и магазины. При обсуждении темы об оказании помощи пострадавшим в ходе конфликта было заявлено, что такая помощь будет оказана жителям пяти сёл.

### 12 февраля
Было официально объявлено, что были установлены блок-посты на въездах-выездах из сёл Каракемер, Масанчи, Булар Батыр, Сортобе, Карасу, Аукатты; на улицах указанных населённых пунктов «проводятся работы по обеспечению общественной безопасности».

### 13 февраля
В этот день было официально объявлено о том, что двумя сутками ранее (11 февраля 2020 года) в 12:07 часов в дежурную часть Департамента полиции Жамбылской области поступило сообщение, о том, что в селе Масанчи, в здании «Торговый центр» (в котором после пожара обрушилась кровля), в ходе расчистки, под завалами обнаружены обгоревшие человеческие останки.

### 14 февраля
По данным областного штаба по ликвидации последствий чрезвычайной ситуации в Кордайском районе, в ходе конфликта пострадали 185 граждан, из них 34 госпитализированы. Были сожжены 39 жилых домов, 20 коммерческих объектов и 47 единиц автотранспорта. С 7 по 13 февраля 2020 года через пограничные пункты Кордай, Карасу, Аухатты, Сортобе в Киргизию выехал 23 131 человек, а затем вернулись обратно 21 261 человек. В работах по расчистке пожарищ задействовано 250 человек и 53 единицы техники, было вывезено 680 тонн строительного мусора. На 14 февраля функционировали 55 магазинов, 3 аптеки, 14 АЗС и 30 других коммерческих объектов. Для восстановления документов, утраченных в результате беспорядков и пожаров, был создан мобильный центр обслуживания населения, расположенный в здании акимата Сортобинского сельского округа; этим центром было выдано 54 свидетельства о рождении, 48 удостоверений личности, 1193 справок-вкладышей для детей (необходимых для пересечения границы при возвращении в Казахстан), 15 документов на недвижимое имущество, 8 свидетельств о браке, 1 паспорт. 778 пострадавшим семьям оказана гуманитарная помощь в виде продуктов питания и товаров первой необходимости в объёме 57,2 тонн.
При посещении акимом Жамбылской области средней школы № 13 в селе Масанчи оказалось, что в классах наличествовало только 27 % списочного состава учащихся, в связи с этим аким области распорядился, чтобы уже в понедельник 17 февраля 2020 года все ученики вернулись к школьным занятиям, так как «бояться нет причин, безопасность соблюдается на всех уровнях». В помещении при мечети села Аухатты состоялась встреча акима области, а также муфтия Духовного управления Казахстана Наурызбай кажы Таганулы (избранного на этот пост 7 февраля 2020 года) с жителями Сортобинского, Аухаттинского, Каракемерского, Масанчинского, Карасуского и Карасайского сельских округов, которые создали на днях совет общественного согласия.

### 21 февраля
Распоряжением акима Жамбылской области по согласованию с Администрацией президента Казахстана и депутатами районного маслихата акимом Кордайского района был назначен Рустем Даулет.

### 22 февраля
Официально объявлено, что все социальные объекты Кордайского района — школы, детские сады, медучреждения, торговые точки и аптеки работают в нормальном режиме.
В пяти сельских округах района, которые стали ареной конфликта (Масанчи, Сортобе, Аухатты, Карасу и Каракемер), имеется 16 учреждений образования (12 274 учащихся). По состоянию на 22 февраля
к занятиям вернулось 11 688 учащихся или 95,2 %; все 1045 учителей или 100 % находятся на рабочих местах.
Для очистки сёл было привлечено 68 единиц техники и 274 человек, было вывезено 896 тонн мусора.
В период с 11 по 21 февраля была оказана гуманитарная помощь 936 семьям, проживающим в сёлах Аухатты, Булар батыр, Сортобе и Масанчи в объёме 119,8 тонн продуктов питания, гигиенических средств, медикаментов, посуды и других предметов первой необходимости.
В общественный фонд «Нур Ниет» было собрано 9,3 млн тенге благотворительной финансовой помощи. Была оказана материальная помощь в размере 2,3 млн тенге пострадавшим семьям.
Создан Совет общественного согласия, в состав которого вошли старейшины и авторитетные жители сёл Каракемер, Масанчи, Кордай, Карасу, Аухатты, Сортобе. Председателем совета был избран глава совета ветеранов села Кордай Абдибек Сеилханов. Основными задачами Совета общественного согласия были объявлены: проведение воспитательной работы с молодёжью, организация совместных культурно-спортивных мероприятий для укрепления единства и согласия между жителями сёл Кордайского района.

### 25 февраля
По конфликту в Кордайском районе была создана межведомственная следственно-оперативная группа во главе с Генеральной прокуратурой, ею в настоящее время расследуется свыше 120 уголовных дел, в том числе 11 дел по убийствам и 8 уголовных дел возбудили против провокаторов конфликта, при этом была установлена личность свыше 200 лиц, в отношении тех из них, для кого был установлен состав административных правонарушений, они были привлечены к административной ответственности, в отношении остальных провокаторов предусмотрена уголовная ответственность.

### 27 февраля
Заместитель Председателя Ассамблеи народа Казахстана (АНК) Жансеит Туймебаев заявил, что события в Кордайском районе поставили на повестку дня вопрос о реформировании государственной политики в сфере межэтнических отношений. с 11 по 14 февраля группа экспертов Научно-экспертного совета АНК совершила поездку в Кордайский район для исследования ситуации. По словам Туйменбаева в районе имеет место «социокультурная изолированность, замкнутость дунганского населения, оторванность молодёжи от общеказахстанских программ социализации, слабая миграция в города и другие области при сохраняющейся демографическом росте; этническая диспропорция среди госслужащих. Есть определённое социально-экономическое расслоения по этническому признаку, дефицит земельных и водных ресурсов, наличие таких проблем, как контрабанда, коррумпированность правоохранительных органов. Значительная часть дунганского населения отдаёт предпочтения учебным заведениям Кыргызстана и Китая, кыргызским операторам сотовой связи и поставщикам спутникового телевидения, пользуется спутниковыми антеннами для приёма российских, кыргызских и китайских телеканалов». Нерешённые проблемы в сферах образования, здравоохранения, землепользования, а также социальные вопросы, трудовые отношения привели к созданию закрытого этнического сообщества у государственной границы. Туйменбаев отметил, что «в данном регионе ощущается высокая степень влияния соседних стран. В целом, кордайский конфликт актуализировал проблему компактных расселённых или закрытых этносов. Есть чёткие понимания причин конфликтов. В этнически закрытых сообществах социально-бытовой, трудовой, криминальный конфликт зачастую приобретает межэтническую окраску. В большинстве случаев оперативная реакция органов правопорядка по задержанию подозреваемых нейтрализует возможность конфликта. В противном случае, накопленная этносоциальная напряжённость стихийно выплёскивается наружу». Туйменбаев подчеркнул, что решение данной проблемы лежит, прежде всего, в устранении причин этносоциального неравенства и экономической плоскости.

### 1 марта
Президент Казахстана посетил Кордайский район, в ходе визита он назвал официальную причину конфликта:
«Известно, что в районе есть люди, которые активно занимались контрабандой. Участвовать в этом бизнесе хотела и другая группировка. Одним словом, из-за контроля над источниками незаконных доходов возник конфликт между двумя криминальными группами». В то же время президент Казахстана заявил, что «надо положить конец досужим разговорам о том, что казахи безответственны, ленивы, что они не умеют трудиться. И для того, чтобы разрушить эти негативные стереотипы, мы сами должны показать своё трудолюбие». В то же время президент призвал представителей дунганской диаспоры воспитывать молодёжь с уважением к культуре каждого народа, уважать казахский язык и государственные символы Казахстана. Президент настаивал на необходимости усиления изучения казахского языка дунганской молодёжью: «Ваши дети должны изучать казахский язык, знать русский и родной дунганский язык. Государство будет оказывать всяческую помощь в развитии вашей культуры, сохранении обычаев. В то же время очень важно, чтобы ваши люди знали государственный язык. Особенно те, кто живёт в сельской местности», одновременно президент призвал дунганскую молодёжь уезжать из Кордайского района в другие регионы Казахстана: «Казахстан — большая и богатая страна. На севере у нас есть плодородные земли. Почему мы должны оставаться на одном месте? Направляйте своих детей на север, на восток… Север, запад, юг, восток — везде для ваших детей открывается возможность работать и зарабатывать деньги». Почётный гражданин Кордайского района Шисыр Динласон выразил благодарность казахскому народу, в своё время приютившему дунган, за гостеприимство и милосердие и заявил, что местные дунгане с большим сожалением отнеслись к произошедшим событиям и приносят свои извинения.

### 18 марта
Состоявшимся судом были осуждены участники событий 7 февраля, напавшие на полицейских братья Воингуй. Они получили по полтора года лишения свободы.

### 27 марта
«В Жамбылской области, Алматы и Шымкенте была проведена спецоперация по задержанию тех, кто активно принимал участие в массовых беспорядках. В результате задержаны 25 лиц, среди них казахи, дунгане, кыргызы. Семеро человек ранее судимы», — сообщил заместитель генерального прокурора Ерлик Кенебаев.

### 24 апреля
Вынесен приговор жителям села Сортобе (Эрсман Юнху и Марат Юнху), участвовавшим в драке на дороге, которая послужила поводом для массовых беспорядков и погрома. Марат Юнху приговорён к двум с половиной годам заключения. Также Юнху должны выплатить Кудашбаевым более 3 миллионов тенге морального ущерба и покрыть все судебные издержки. Эрсман Юнху (отец Марата Юнху) приговорён к 2,5 годам ограничения свободы и шести месяцам исправительных работ.